# Christisonia albida
Christisonia albida är en snyltrotsväxtart som beskrevs av Thw. och Joseph Dalton Hooker. Christisonia albida ingår i släktet Christisonia och familjen snyltrotsväxter. Inga underarter finns listade i Catalogue of Life.